# حرب الاستقلال البيروية
كانت حرب الاستقلال البيروفية (بالإسبانية: Emancipación peruana) مؤلفة من سلسلة من النزاعات العسكرية في بيرو مع بداية الانتقام العسكري لجيش نائب الملك أباسكال في عام 1811 في معركة هواكي، واستمرت إلى الهزيمة النهائية للجيش الإسباني في عام 1824 في معركة أياكوتشو، وبلغت ذروتها في عام 1826 مع حصار كالاو. وقعت حروب الاستقلال على خلفية انتفاضة 1780-1781 التي قام بها زعيم السكان الأصليين توباك أمارو الثاني وإزالة منطقتي بيرو العليا وريو دي لا بلاتا من التاج الإسباني لبيرو. وبسبب هذا فغالباً ما حظي نائب الملك بدعم «الأوليغارشية في ليما» والذين رأوا مصالح النخبة الخاصة بهم مهددة بالتمرد الشعبي وكانوا معارضين للطبقة التجارية الجديدة في بوينس آيرس. خلال العقد الأول من القرن التاسع عشر كانت بيرو معقلاً للملكيين الذين حاربوا أولئك الذين يؤيدون الاستقلال في بيرو وبيرو العليا وكيتو وتشيلي. من بين أهم الأحداث التي وقعت أثناء الحرب إعلان خوسيه دي سان مارتين استقلال بيرو في 28 يوليو 1821.
وقعت حروب الاستقلال على خلفية انتفاضة زعيم السكان توباك أمارو الثاني 1780-1781، والاستيلاء المبكر على مناطق بيرو العليا ومنطقة ريو دي بلاتا من نائب الملك على البيرو. لذلك كان نائب الملك يحظى بدعم «ليما أوليغارشي» الذين رأوا أن مصالحهم النخبوية معرضة للخطر بسبب التمرد الشعبي، وكانوا معارضين للطبقة التجارية الجديدة في بيونس أيرس.
خلال العقد الأول من القرن التاسع عشر، كانت البيرو معقل للملكيين الذين حاربوا مؤيدي الاستقلال في بيرو وبوليفيا وكيتو وتشيلي. أهم هذه الأحداث كان إعلان خوسيه دي سان مارتن استقلال بيرو 28 يوليو 1821.

## التاريخ
في حرب شبه الجزيرة (1807-1814)، فَقَدت الامبراطورية الإسبانية السلطة المركزية وأنشأت العديد من المناطق مجلسًا عسكريًا مستقلًا.
كان نائب رئيس البيرو خوسيه فيرناندو دي أباسكال واي سوسا فعالًا في تنظيم الجيش لقمع الانتفاضات في أعالي البيرو والدفاع عن المنطقة من جيوش المجلس العسكري بريو دي لابلاتا.
بعد نجاح الجيوش الملكية، ضَم أباسكال بيرو العليا إلى الوالي، وعادت بالنفع على تجار ليما إذ توجه التجار من المنطقة الغنية بالفضة إلى المحيط الهادي. لذلك بقيت البيرو قوية ملكيًا وشاركت في الإصلاحات السياسية التي نفذها قادس كورتيس (1810-1814)، رغم مقاومة أباسكال.
مثّل بيرو في الدورة الأولى للكورتيسات سبع نواب وانتُخب الكابيلدوس المحليون (الهيئات التمثيلية). وبذلك أصبحت بيرو ثاني معقل أخير للملكية الإسبانية في أمريكا الجنوبية بعد بيرو العليا.
استسلمت بيرو في نهاية المطاف للجيوش الوطنية بعد الحملات القارية الحاسمة لخوسيه دي سان مارتين (1820-1823) وسيمون بوليفار (1823-1825).
بعض الكونكيستدور الإسبان الذين استكشفوا بيرو قاموا بالمحاولات الأولى للاستقلال عن التاج الإسباني. لقد حاولوا تحرير أنفسهم من نائب الملك الذي حكم نيابةً عن ملك قشتالة. خلال القرن الثامن عشر، كانت هناك العديد من الانتفاضات الأصلية ضد الحكم الاستعماري.
بعض هذه الانتفاضات أصبحت تمردًا حقيقيًا. زادت إصلاحات بوربون من القلق، واندلعت المعارضة في تمرد توباك أمارو الذي قُمع، لكن السبب الجذري لاستياء السكان الأصليين ظل خفيًا.
هل ينبغي اعتبار هذه الحركات بمثابة سوابق للتحرر الذي قاده الزعماء (أمراء الحرب) والمدن البيروفية (الأصلية) وبلدان أخرى في القارة الأمريكية؟ ما زال الأمر محل نقاش.
كان استقلال البيرو فصلًا مهمًا في حروب الاستقلال الإسبانية-الأمريكية. انتهت حملة سوكري في أعالي البيرو في أبريل 1825، وفي نوفمبر من نفس السنة قبلت المكسيك استسلام المعقل الإسباني سان خوان دي أولجا في أمريكا الشمالية.
سقطت المعاقل الإسبانية في كاياو وتشيلوي في أمريكا الجنوبية في يناير 1826. تخلت إسبانيا عن جميع أراضيها القارية الأمريكية بعد عشر سنوات، سنة 1836، محتفظةً بالقليل جدًا من إمبراطوريتها الشاسعة.

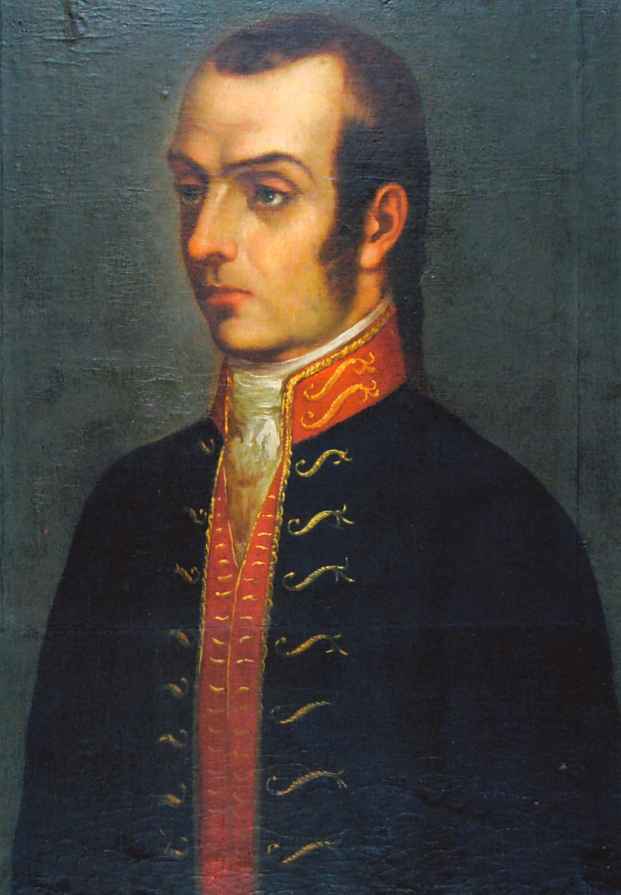
فرانسيسكو أنطونيو دي زيلا.

### حركات المجلس العسكري
رغم الميول الملكية لبيرو العليا والافتقار العام للاضطرابات السياسية من عامة الناس بين نهاية تمرد توباك أمارو الثاني -الذي انتهى سنة 1783- وبين سنة 1808، ظهرت حركات المجلس العسكري بالفعل.
خلال هذه الفترة، كانت الانقسامات واضحة بين البيرو العليا والبيرو الجنوبية، خاصةً من خلال صناعات التعدين داخل البلاد، مع معاناة الجنوب اقتصاديًا عمومًا بسبب التمييز الذي أثار في النهاية احتجاجًا مريرًا من نواب التعدين في جنوب بيرو سنة 1804.
من الواضح أن ذلك كان بدايةً لاضطرابات وانتفاضات حركات المجلس العسكري بين الدولة المنقسمة، ما جعل المسؤولين الملكيين أكثر وعيًا وحذرًا من كوزكو والأجزاء الجنوبية من بيرو كليًا. تفاقمت الاضطرابات السياسية بعد انهيار حكومة بيرو، وبعد أن تأثرت بانهيار الملكية داخل إسبانيا، البلد الأم لبيرو سنة 1808.
بين 1809 و1814 يمكن القول إن الإطار الزمني لحركات المجلس العسكري الرئيسي والاحتجاجات -كوزكو والمقاطعات الجنوبية للبيرو- كانت غير مستقرة إداريًا وسياسيًا، كما هو متوقع من بلد تمر حكومته بأزمة عامة.
اتسم هذا الإطار الزمني بعدم اليقين والارتباك العام بعد تنفيذ المجلس المركزي ومجلس الوصاية، وكانت الجهود التي بذلها الملك الجديد أقل مناقضةً لإسبانيا.
كانت أول محاولة للتمرد المسلح في يونيو 1811 في الجزء الجنوبي من مدينة تاكنا تحت قيادة فرانسيسكو أنطونيو دي زيلا. مع أن هذا التمرد شخصي أساسًا، إذ ارتبط بمشكلة واجهها أنطونيو دي زيلا، وقد اتضحت الرغبة في ضم الجزء الجنوبي من البيرو مع الجزء الشمالي منها. أثبتت هذه الحركة أن من تمردوا في المقاطعة الجنوبية من البيرو كانوا أقرب إلى بعضهم، بصرف النظر عن الوضع الاجتماعي أو العرق أو الأصل العرقي، مقارنةً بسكان الشمال خاصةً ليما. كان هذا مهمًا نظرًا إلى الانقسامات بين المواطنين بسبب العرق وخلفياتهم، ورغم القليل من التوتر بين بعض المجاميع، يجب أن يكون اعتقادهم المشترك مستقلًا عن الحكم الإسباني، قاهرين جميع الاختلافات التي قد تكون بينهم.
حركة مهمة أخرى قد بدأت، تحت قيادة السكان الأصليين في هانوكو، في 22 فبراير 1812. بدأت هذه الحركة جزئيًا بدافع من خوان خوسيه كاستيلي ضمن حملة أعالي البيرو الأولى. كانت في البداية احتجاجًا على الفساد داخل الحكومات المحلية، التي نفذت سياسة غير قانونية تجرم التجار الأصليين في المنطقة. دام التمرد 3 شهور وانتهى في مايو 1812. مثل حركة تاكنا، وحدت الكثير من المواطنين في الجزء الجنوبي من بيرو من مختلف الخلفيات وأثبتت المعتقدات المعادية لمتمردي شبه الجزيرة لحركة المجلس العسكري. تضمنت العديد من القادة منهم كوراكاس وقضاة البلدة، لكن تم قمعها في غضون بضعة اسابيع.

### تمرد كوسكو (1814-1815)
بدأ التمرد في مواجهة بين الفصل الدستوري وبين جمهور كوسكو، الذي يتألف من أصحاب المناصب والأوروبيين على إدارة المدينة، وانتشر بسرعة أكبر بكثير من أي حركة سابقة. ألقت الجماهير القبض على مسؤولي المجلس وحلفائهم. كان تتويجًا للتمردات السابقة، سنة 1814 أعلن القادة الرئيسيون دوافع الحركة، التي تضمنت الصراع على السلطة (تحديدًا السلطة المستقلة عن إسبانيا)، ورفض فرناندو السابع وعدم تطبيق الإصلاحات المنتظرة. ناشد قادة الكريول العميد المتقاعد ماتيو بوماكاهوا، الذي كان له دور في قمع تمرد توباك أمارو الثاني. كان هذا مهمًا إذ غير بوماكاهوا معتقداته ليقف في صالح القضية الوطنية، على عكس موقفه من تمرد توباك أمارو الثاني سابقًا. استمر المتمردون في التحرك نحو ليما وأعالي البيرو لإلهام الجمهور والاهتمام به والمسؤولين المعارضين لمعتقداتهم. أشارت هذه الحركة إلى كون موقف الولاية كليًا عديم الجدوى، مع أن بيرو العليا بالخصوص كانت تشكل مركز رد الفعل الملكي. انضم بوماكاهوا إلى قادة الكريول في تشكيل المجلس العسكري في أغسطس في كوسكو، التي طالبت بالتنفيذ الكامل للإصلاحات الليبرالية للدستور الإسباني لسنة 1812. بعد بعض الانتصارات في جنوب البيرو وأعاليها، سُحق التمرد بحلول منتصف عام 1815 عندما نجحت القوات المشتركة للقوات الملكية والكوراكاس الموالية في الاستيلاء على كوسكو وأعدمت بوماكاهوا.

## تأسيس جمهورية البيرو

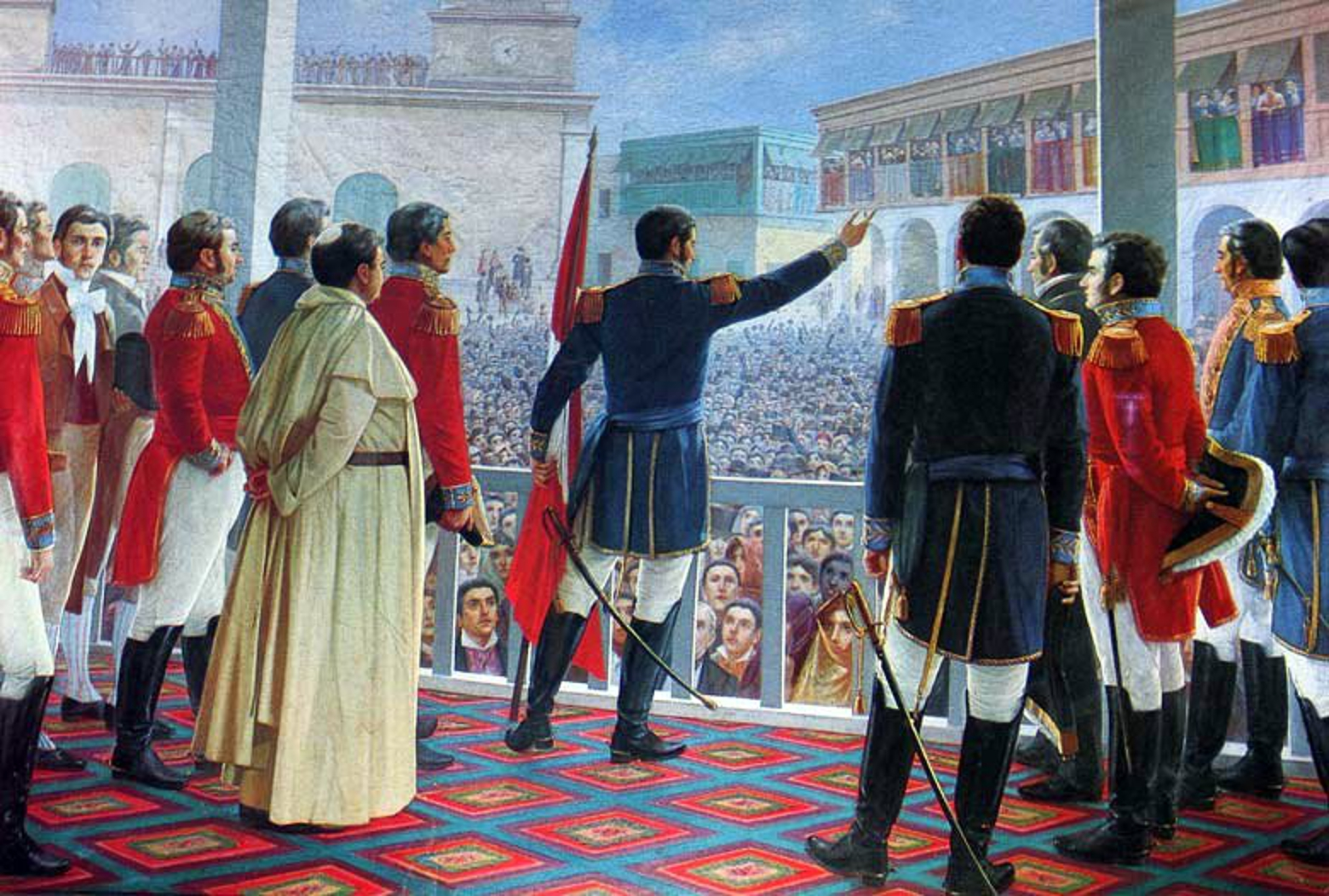
سان مارتين تعلن استقلال بيرو.

### خوسيه دي سان مارتين وجيش تحرير الجنوب
نظم نائب البيرو بعثتين متمثلتين في الفوج الملكي ليما وأريكويبا، والعناصر الاستكشافية من أوروبا ضد التشيليين الوطنيين. سنة 1814 كانت الحملة الأولى ناجحة لاستعادة تشيلي بعد الفوز في معركة رانكاغوا. سنة 1817 بعد هزيمة الملكيين في معركة تشاكابوكو، كانت الحملة الثانية ضد الوطنيين التشيليين سنة 1818 محاولة لاستعادة الملكية. كانت الحملة ناجحة في البداية في معركة كانشا رايادا الثانية، لكنها لم تلبث أن هُزمت على يد خوسيه دي سان مارتن في معركة مايبو.
وقعت الأرجنتين وتشيلي معاهدة في 5 فبراير 1819 للتحضير للغزو. اعتقد الجنرال خوسيه دي سان مارتين أن تحرير الأرجنتين لن يكون آمنًا حتى تتم هزيمة المعقل الملكي في بيرو.

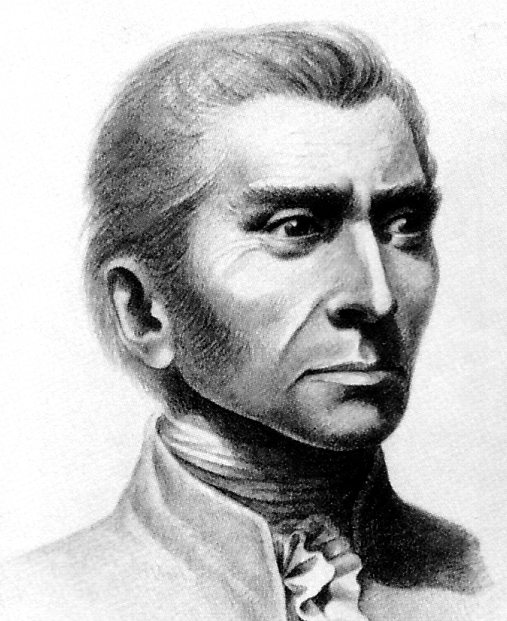
خوان خوسيه كريسبو إي كاستيلو ، أحد قادة تمرد هوانوكو عام 1812.

### الحملة البيروفية
بعد معركة مايبو وما تلاها من تحرير تشيلي، بدأ الوطنيون استعداداتهم لقوة هجومية برمائية لتحرير بيرو. كان من المفترض أن تتحمل كل من الأرجنتين وتشيلي التكاليف، لكن الحكومة التشيلية بقيادة برناردو أوهيغينز اقترضت معظم تكاليف الحملة. ومع ذلك، تقرر أن تكون القوات البرية تحت قيادة خوسيه دي سان مارتن، والقوات البحرية تحت قيادة الأدميرال ثوماس اليكساندر كوكران.
في 21 أغسطس 1820، تم هبوط برمائي في مدينة فالبارايسو لبعثة تحرير البيرو تحت العلم التشيلي. كانت البعثة تتألف من 4118 جنديًا. في 7 سبتمبر وصلت بعثة التحرير إلى خليج بيسكو -التي تُسمى الآن منطقة أيكا- واستولت على المقاطعة في اليوم التالي. في محاولة للتفاوض، أرسل نائب البيرو رسالة إلى خوسيه دي سان مارتن في 15 سبتمبر. مع ذلك انتهت المفاوضات دون نتيجة واضحة في 14 أكتوبر.
في 9 أكتوبر 1820 بدأت انتفاضة الفوج الاحتياطي لغريناديوس في كوسكو، التي بلغت ذروتها بإعلان استقلال غواياكيل. ثم في 21 من نفس الشهر، أعلن الجنرال خوسيه دي سان مارتن علم جمهورية البيرو.

## وصلات خارجية
- (بالإسبانية) Peruvian Act of Independence
- (بالإسبانية) Ayacucho República Aristocrática photo gallery